# Marcel Gauvreau
Marcel Gauvreau (* 9. Januar 1955) ist ein ehemaliger kanadischer Snookerspieler, der zwischen 1983 und 1993 Profispieler war. In dieser Zeit erreichte er das Viertelfinale der Canadian Professional Championship 1984, dreimal das Achtelfinale eines Ranglistenturnieres und Rang 38 der Snookerweltrangliste.

## Karriere
1980 erreichte Gauvreau das Achtelfinale der kanadischen Snooker-Meisterschaft. Zur Saison 1983/84 wurde er Profispieler. Während seiner ersten Profisaison erreichte der Kanadier die Hauptrunde der Snookerweltmeisterschaft, sodass er auf Platz 45 der Snookerweltrangliste geführt wurde. Da Gauvreau in den nächsten zwei Saisons weitere Hauptrunde erreichen konnte, darunter das Achtelfinale der International Open 1984 und des Classic 1986, verbesserte er sich auf Platz 38, der besten Platzierung seiner Karriere. Trotz mehrerer weiterer Hauptrundenteilnahmen inklusive einer weiteren Achtelfinalteilnahme bei den International Open, die er während der nächsten Saison erzielen konnte, verschlechterte er sich leicht auf Platz 42.
Danach konnte Gauvreau für mehrere Saisons hintereinander regelmäßig Hauptrunde erreichen, schied jedoch häufig früh in diesen oder aber noch in der Qualifikation aus. Abgesehen von jeweils einer Achtelfinalteilnahme beim International One Frame Shoot-out 1990 und bei der Benson and Hedges Satellite Championship 1990, die keinen Einfluss auf die Weltrangliste hatten, waren mehrere Teilnahmen an einer Runde der letzten 32 sein bestes Ergebnis in dieser Zeit. Ebenjene Ergebnisse erzielte er dabei beim Canadian Masters 1988, bei den Hong Kong Open 1989 und bei den British Open 1992. Mitte 1992 hatte er sich auf Rang 86 verschlechtert, dennoch aber eine konstante Form gezeigt. Nachdem Gauvreau aber in der nächsten Saison keine einzige Hauptrunde erreicht hatte, beendete er nach zehn Saisons seine Profikarriere.